# Theraphosa blondi
Espèce
Theraphosa blondi, aussi connue en français comme mygale de Leblond, Mygale Goliath est une espèce d'araignées mygalomorphes de la famille des Theraphosidae.

## Répartition et habitat
Cette espèce se rencontre au Guyana, au Suriname, au Brésil, au Venezuela et en Guyane.
Elle vit dans la forêt tropicale humide, au sol, dans de petits terriers. Le terrier peut être aménagé par la mygale elle-même, grâce à ses crochets et chélicères, utilisés comme accessoires excavateurs[réf. nécessaire].

## Description

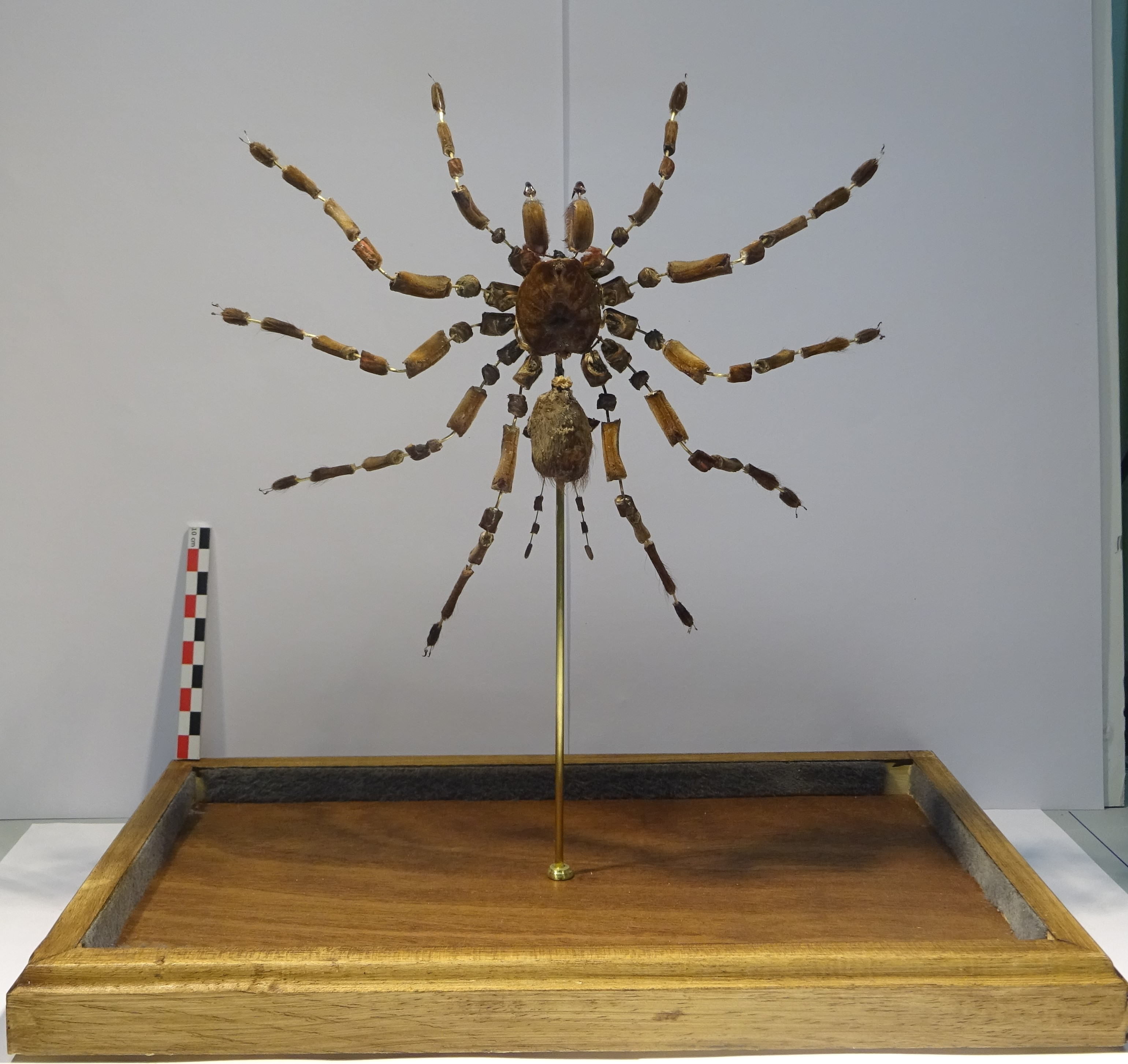
Mygale de Leblond, Theraphosa blondi (Latreille, 1804), Guyane. Éclaté à la Beauchêne, montage M. Cornette. Spécimen 2021.21.1, collection du muséum d'histoire naturelle de Bourges.

C'est la plus grande et l'une des plus grosses espèces d'araignées mygalomorphes connue avec 30 cm d'envergure pour un poids de 120 à 130 grammes (voire 170 grammes), l'autre étant la mygale Lasiodora parahybana (dite Mygale Saumonée).
Elle est de couleur marron, la coloration varie à l'approche d'une mue, ou juste après celle-ci. On la reconnaît facilement à sa taille hors du commun et à son céphalothorax, qui, contrairement à celui des autres mygales, est parfaitement rond.
Délivré par des chélicères de 2 cm, son venin est neurotoxique mais peu actif sur l'homme. Néanmoins, la taille et la force des crochets provoquent une forte douleur en cas de morsure.
Vivant en milieu humide, cette araignée creuse son terrier profondément dans le sol ou utilise un terrier abandonné. Elle chasse à l'affût, au sol, et est active la nuit principalement.
Les femelles ont une espérance de vie de 6 à 15 ans (record de 28 ans en élevage), les mâles de 3 à 6 ans. La ponte n'excède presque jamais les 100 œufs avec un taux de perte important car souvent les œufs sont infertiles, ou la femelle les détruit ou les mange.
Elle possède à l'arrière de son abdomen des poils urticants qui peuvent être projetés sur ses agresseurs et provoquer des démangeaisons dans les yeux. On peut aussi voir le long de ses pattes des poils qui lui permettent de détecter les vibrations d'un minuscule insecte passant à côté d'elle.
La stridulation, bruit résultant du frottement de ses chélicères entre eux, lui permet de mettre en fuite d'éventuels prédateurs.
Ses pattes ont des extrémités endurcies ainsi que des ongles, ce qui, ajouté à son poids, lui confère la particularité — très rare chez l'araignée — de faire du bruit en marchant. L'entomologiste Piotr Naskrecki, du musée de Zoologie comparée de Harvard, décrit un bruit de pas semblable à celui d'un petit rongeur ou d'un opossum.

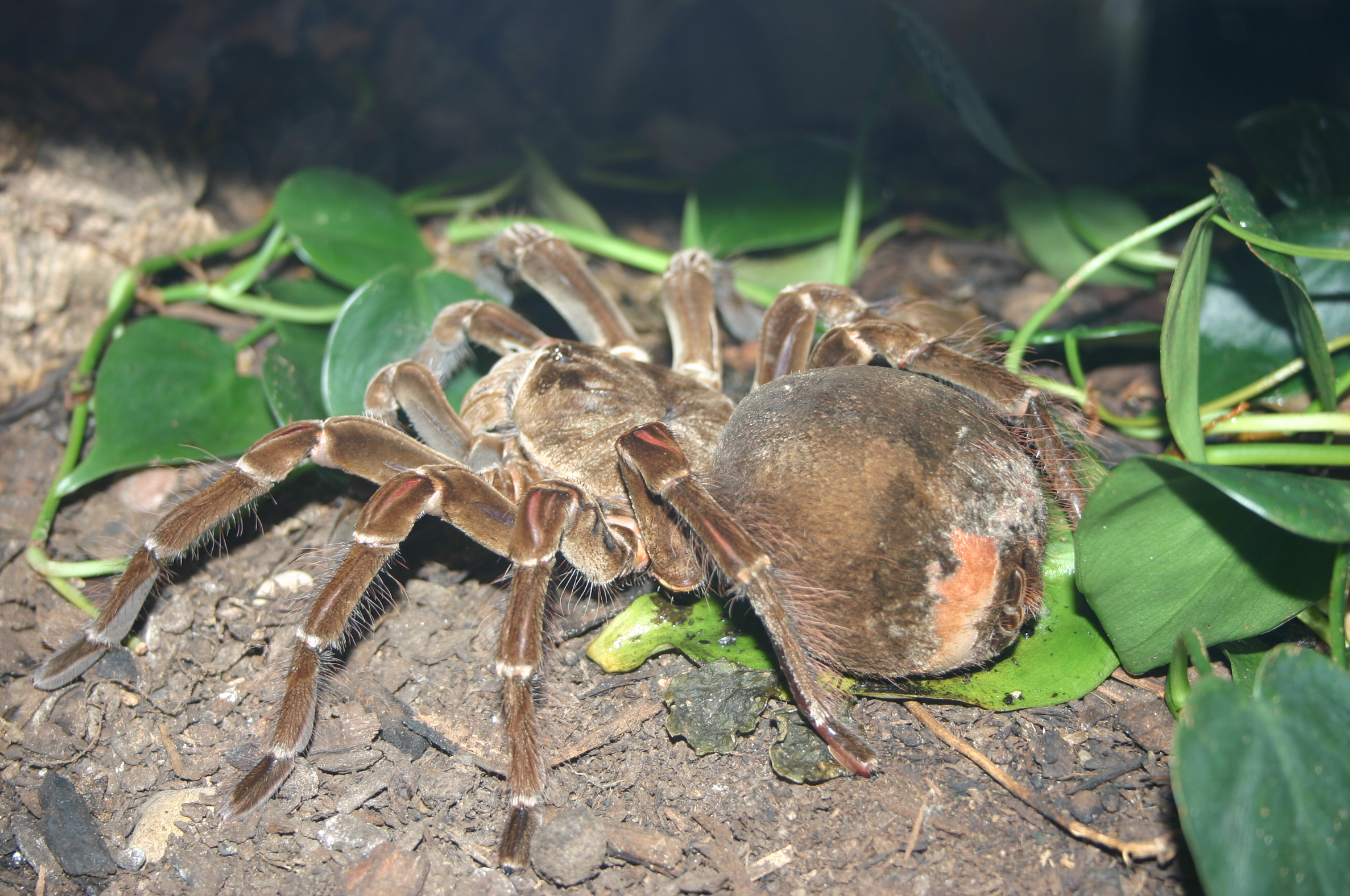
Theraphosa blondi
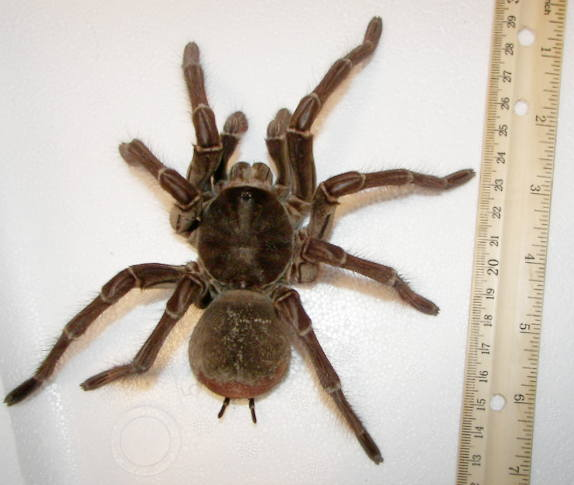
Theraphosa blondi

## Biologie
Comme tous les arthropodes, elle a la capacité de régénérer un membre perdu à la suite de plusieurs mues. Cependant, cette capacité diminue en efficacité avec l'âge.

## Nourriture
Jeune, elle se nourrit d'insectes de tailles variées et proportionnelles à sa propre taille, et parfois plus gros qu'elle (blattes, grillons, criquets) ; adulte, elle peut se nourrir de proies plus importantes passant à proximité de son terrier (petits oiseaux, insectes, batraciens, petits mammifères, voire des serpents).
Contrairement à une idée souvent répandue, les araignées dont les mygales ne sont pas hématophages ; elles ne se nourrissent pas de sang, qui plus est, humain.

## Systématique
Cette espèce a été décrite par le naturaliste français Pierre André Latreille en 1804 ; elle est dédiée à Jean-Baptiste Leblond qui l'a découverte.

### Synonymes
- Mygale blondi Latreille, 1804 Protonyme
- Mygale leblondi Hahn, 1832
- Theraphosa leblondi (Hahn, 1832)

### Noms vernaculaires
- En français : araignée Goliath ou mygale de Leblond
- En anglais : Goliath birdeater (Goliath mangeuse d'oiseaux)

## L'araignée Goliath et l'homme

### En captivité
Cette espèce se rencontre en terrariophilie. L'hygrométrie requise par cette espèce atteint les 90 %. La température optimale est généralement de 22 à 25 °C[réf. nécessaire].

### Consommation humaine
Au Venezuela, les Amérindiens de la tribu des Piaroas consomment Theraphosa blondi. Ils apprennent à les chasser dès l'enfance, non seulement pour leur chair, mais aussi parce qu'ils leur attribuent des vertus magiques,.

### Dans la culture
Dans l'épisode 3 de la saison 4 de Warehouse 13, les agents recherchent un petit jeton de bois bleu et blanc frappé d'un 8, de Plantação, boa vista. BRASIL. et d'un palmier se transformant en mygale. Ce jeton a la capacité de reproduire les effets d'une envenimation par morsure de Theraphosa blondi, sur toute personne ayant été en contact avec le jeton.